# Правительство Китайской Республики
Правительство Китайской Республики — правительство Китайской Республики, власть которой в настоящее время распространяется на Тайвань, Пэнхуледао, Цзиньмыньдао, Мацзу и группу других островов в «свободной территории». Правительство состоит из президентской администрации и пяти ветвей (юаней): исполнительного, законодательного, судебного, экзаменационного и контрольного.
Формально правительство было создано в 1912 году в Нанкине, во время Синьхайской революции. Правительство Китайской Республики несколько раз переезжало в разные города. Оно окончательно переехало в Тайбэй на острове Тайвань в 1949 году из-за военных и территориальных потерь в гражданской войне. Вплоть до 1990-х годов тайваньский режим был авторитарным однопартийным государством. В правительстве исторически доминировала партия Гоминьдан. Позже Китайская республика преобразовалась в многопартийную демократию после прекращения военного положения и белого террора. Правительство Китайской республики было признанным официальным правительством Китая до 1971 года Организацией Объединенных Наций и Соединенными Штатами до 1979 года. После официальным правительством Китая стало правительство Китайской Народной Республики.

## Организационная структура
Формально правительство состоит из президентской и пяти других ветвей власти, построенных по образцу политической философии китайского революционера Сунь Ятсена «Три народных принципа».
Сама система напоминает полупрезидентскую систему с сильной президентской властью, поскольку президент может назначать премьер-министра и вице-президента без согласия законодательного юаня. Однако у президента имеются ограничения, в том числе отсутствие права вето и отсутствие прямого контроля над большей частью административной политики.

### Руководство
Руководство страны состоит из двух высших должностных лиц, которые избираются непосредственно гражданами Китайской Республики, проживающими на Тайване.
- Президент Китайской Республики
- Вице-президент Китайской Республики

При президенте создаются два консультативно-административных организации для помощи в его работе.
- Канцелярия президента
  - Генеральный секретарь канцелярии президента
- Совет национальной безопасности
  - Генеральный секретарь Совета национальной безопасности

### Исполнительный юань
Исполнительный юань возглавляет премьер-министр. Премьер-министр избирается президентом. После принятия законодательным юанем, законы должны быть рассмотрены президентом и подписаны премьер-министром.

### Законодательный юань
Законодательный юань — однопалатный законодательный орган. Имеет 113 мест. 73 избираются в одномандатных округах; 34 избираются на основе общенародных голосов, полученных политическими партиями, а 6 мест зарезервированы для представителей коренных народов.

### Судебный юань
Судебный юань является высшей судебной властью. Президент, вице-президент и пятнадцать судей Судебного юаня образуют Совет великих судей. Они выдвигаются и назначаются президентом с согласия Законодательного юаня. Высший и Верховный суд состоят из нескольких палат по гражданским и уголовным делам, каждая из которых состоит из судьи и 4 помощников, назначаемых пожизненно. Во многих судебных делах присутствует несколько судей.
Смертная казнь до сих пор не отменена. Правительство Китайской Республики предпринимало усилия по сокращению числа казней, хоть и не смогло полностью её отменить. Однако, по состоянию на 2006 год около 80% жителей Тайваня хотят сохранить смертную казнь.

### Экзаменационный юань
Экзаменационный юань отвечает за подтверждение квалификации государственных служащих в Китайской республике.

### Контрольный юань
Контрольный юань является следственным агентством, который следит за другими ветвями власти.